# Hemicellulosa
Hemicellulosa är en grupp av kolhydrater som finns i växternas cellväggar tillsammans med de övriga huvudkomponenterna lignin och cellulosa. Hemicellulosor är grenade polysackarider uppbyggda av varierande monosackarider, alltså är hemicellulosa en sampolymer. Förutom glukosenheter, som bygger upp cellulosa och stärkelse, kan hemicellulosa även innehålla bland annat xylos, mannos, galaktos och arabinos.
Till skillnad från cellulosa är hemicellulosakedjorna mycket korta, bestående av endast omkring 500-3000 enheter. Cellulosa är också ogrenad, till skillnad från hemicellulosa, och kan bilda starka, regelbundna strukturer med hjälp av vätebindningar. Hemicellulosan är dock inte lika oregelbunden och amorf som ligninet, och fungerar därför som ett mellansskikt mellan växternas båda huvudkomponenter lignin och cellulosa. I ved förekommer det rikligt med kovalenta bindningar mellan hemicellulosa och lignin.
En del av hemicellulosa löses vanligen ut vid kemisk massaframställning tillsammans med ligninet. Vid mekanisk massaframställning kvarstår dock alla trädets komponenter, och finns även kvar i pappret.
De viktigaste hemicellulosorna är glukomannaner (dominerar i cellväggarna hos barrträd), xylaner (dominerar i sekundära cellväggarna hos angiospermer (blomväxter)), och xyloglukan (dominerar primärväggarna hos så gott som alla växter).
Pektin räknas inte som hemicellulosa främst av historiska skäl.